# Desmodium juruenense
Desmodium juruenense är en ärtväxtart som beskrevs av Frederico Carlos Hoehne. Desmodium juruenense ingår i släktet Desmodium och familjen ärtväxter. Inga underarter finns listade i Catalogue of Life.